# Norman Ross
Norman DeMille Ross (ur. 2 maja 1896 w Portland, zm. 19 czerwca 1953 w Evanston) – amerykański pływak. Trzykrotny złoty medalista olimpijski z Antwerpii.
Specjalizował się w stylu dowolnym. Zawody w 1920 były jego jedynymi igrzyskami olimpijskimi. Triumfował na dystansie 400 i 1500 metrów kraulem, był również członkiem zwycięskiej sztafety amerykańskiej (razem z nim płynęli: Perry McGillivray, Pua Kealoha i Duke Kahanamoku). Był wielokrotnym mistrzem Stanów Zjednoczonych i rekordzistą świata.
W 1967 został przyjęty do International Swimming Hall of Fame.